# 沢田完
沢田 完（さわだ かん、1968年4月9日 - ）は、日本の作曲家・編曲家。東京都出身。

## 来歴
東京音楽大学作曲科にて池野成に師事。第69回日本音楽コンクール作曲部門（オーケストラ作品）第2位、E.ナカミチ賞受賞。中退後、山本直純のもとで編曲家・オーケストレーターを務める。現在は幅広いジャンルで多彩な曲を提供する作曲家として知られており、ドラマ・舞台・映画などの分野で活動している。
オーケストレーターを主にしていたが、渡辺俊幸が大河ドラマなどで多忙であったため、映画『モスラ2 海底の大決戦』でスコアの仕上げを担当したことで、当時の音楽プロデューサーが他作品のオーケストラ編曲の仕事を紹介されて以降はオーケストラサウンドを中心に劇伴に関わるようになっていく。

## エピソード
前述のように池野成に師事していたほか、大学では伊福部昭の授業も受けていたが、大学に入るまでは映画音楽から離れていたため、両名がゴジラシリーズの音楽を担当していたことは勉強不足であったという。

## 活動

### テレビ番組
- NHKみんなのうた
  - 「とのさまガエル」（歌・2who'z）編曲、2004年4～5月放送
  - 「Hello Again, JoJo」（歌・平原綾香）作曲・編曲、2004年10～11月放送
  - 「世界はハーモニー」（歌・サーカス）作曲、2007年10～11月放送
- おかあさんといっしょ（NHK教育）
  - 「おめでとうを100回」（歌・横山だいすけ & 三谷たくみ）作曲、2013年2～3月の歌
- 題名のない音楽会 （編曲）

### テレビドラマ
- 松本清張生誕100年特別企画 疑惑
- 四つの嘘
- 14才の母
- 伝説の教師
- ムコ殿
- 美女か野獣
- 女将になります!
- 国盗り物語
- やがて来る日のために
- この冬の恋
- 薔薇の十字架
- 火垂るの墓（実写版）
- 逃亡者 おりん
- 夏の日の恋〜Summer Time〜
- ドリーム〜90日で1億円〜
- 天使の歌声 〜小児病棟の奇跡〜
- お江戸吉原事件帖
- みぽりんのえくぼ
- 告発〜国選弁護人
- 松本清張ドラマスペシャル 砂の器
- 犬を飼うということ
- 逃亡者 おりん2
- 聖なる怪物たち
- ドクターX〜外科医・大門未知子〜
- 松本清張没後20年・ドラマスペシャル 十万分の一の偶然
- 刑事110キロ
- 怪物
- 二十四の瞳
- オリンピックの身代金
- 時は立ちどまらない
- お家さん
- ぼんくら
- 松本清張「霧の旗」
- 大江戸捜査網2015〜隠密同心、悪を斬る！
- 警部補・杉山真太郎〜吉祥寺署事件ファイル（2015年1月12日 - 、TBS）
- 京都人情捜査ファイル（2015年4月 - 6月、テレビ朝日）
- 迷宮捜査
- エイジハラスメント
- 遺産争族
- 不機嫌な果実
- 最後の贈り物
- 伝七捕物帳
- 模倣犯
- 天才バカボン2 - ※ゲイリー芦屋と共同
- 奪い愛、冬
- 社長室の冬 ‒巨大新聞社を獲る男‒
- ドラマスペシャル『誘拐法廷〜セブンデイズ〜』（2018年秋放送、テレビ朝日）[3]
- 天才を育てた女房
- 遥かなる山の呼び声
- あなたには渡さない
- 奪い愛、夏
- 新春3夜連続ドラマ 「破天荒フェニックス」（2020年1月3日 - 5日、テレビ朝日）[4]
- M 愛すべき人がいて
- 黒い画集〜証言〜
- 七人の秘書
- 十三人の刺客
- エアガール
- 殴り愛、炎
- 春の呪い
- ザ・ハイスクールヒーローズ
- 言霊荘
- 奪い愛、高校教師
- ダマせない男
- ザ・トラベルナース
- ナンバーワン戦隊ゴジュウジャー[5]
- 奪い愛、真夏

### 舞台
- ガブリエル・シャネル
- ウェディング・ママ
- アンナ・カレーニナ（編曲）
- 宝塚BOYS
- ノイズ・オフ
- 紫式部ものがたり
- エレファントマン
- 伝説の女優
- 浪人街
- サラ 〜追想で綴る女優サラ・ベルナールの生涯〜
- コミック・ポテンシャル
- 恋の三重奏
- 若き日のゴッホ
- 愛は謎の変奏曲（音楽スーパーバイザー）
- 満ち足りぬ月

### アニメ
- あじさいの唄 （OVA作品）
- ジバクくん
- アニメまんざい
- ケロロ軍曹 （初代OP・3代目ED・挿入歌作曲）
- ドラえもん （2005年4月-）
- スージーちゃんとマービー
- KAIKANフレーズ
- MOONLIGHT MILE
- 弱虫ペダル
- アニ×パラ〜あなたのヒーローは誰ですか〜 episode7 パラサイクリング
- ゴジラ S.P ＜シンギュラポイント＞

### 実写映画
- ドロップ
- エクレール・お菓子放浪記
- ふみ子の海
- 深紅
- 七人の秘書 THE MOVIE
- 劇場版ドクターX FINAL
- ナンバーワン戦隊ゴジュウジャー 復活のテガソード

### アニメ映画
- ドラえもん のび太の南海大冒険 （1998年、音楽編曲）
- 劇場版ポケットモンスター ミュウツーの逆襲 （1998年、エンディング主題歌編曲）
- 劇場版ポケットモンスター ピカチュウたんけんたい （1999年）
- ドラえもん のび太とロボット王国 （2002年、挿入歌編曲）
- 映画ドラえもん のび太の恐竜2006 （2006年）
- 映画ドラえもん のび太の新魔界大冒険 〜7人の魔法使い〜 （2007年）
- 映画ドラえもん のび太と緑の巨人伝 （2008年）
- 映画ドラえもん 新・のび太の宇宙開拓史 （2009年、挿入歌作曲）
- 映画ドラえもん のび太の人魚大海戦 （2010年）
- 映画ドラえもん 新・のび太と鉄人兵団 〜はばたけ 天使たち〜 （2011年）
- 映画ドラえもん のび太と奇跡の島 〜アニマル アドベンチャー〜 （2012年）
- 映画ドラえもん のび太のひみつ道具博物館 （2013年）
- 映画ドラえもん 新・のび太の大魔境 〜ペコと5人の探検隊〜 （2014年）
- 映画ドラえもん のび太の宇宙英雄記 （2015年）
- 劇場版 弱虫ペダル（2015年）
- 映画ドラえもん 新・のび太の日本誕生 （2016年）
- 映画ドラえもん のび太の南極カチコチ大冒険 （2017年）
- 映画ドラえもん のび太の地球交響楽 （2024年、ドラドラ♪シンフォニープロジェクト「キミのぽけっと」編曲）

### その他
- 「それでもあなたを愛してた」（歌・平原綾香）作曲、編曲
- 中野区立中野第一小学校校歌「未来はるかに」（作詞・松井五郎）